# Тамамура

36°18′16″ пн. ш. 139°6′54″ сх. д. / 36.30444° пн. ш. 139.11500° сх. д.
Тамаму́ра (яп. 玉村町, たまむらまち, МФА: [tamamuɾa mat͡ɕi̥]) — містечко в Японії, в повіті Сава префектури Ґумма. Виникло на базі постоялого містечка на Ніккоському шляху. Станом на 1 жовтня 2007 площа містечка становила 25,86 км². Станом на 1 серпня 2008 населення містечка становило 37 787 осіб.